# Palacio Ortiz Basualdo (Plaza San Martín)
El desaparecido Palacio Ortiz Basualdo Dorrego (conocido también como Palacio Ortiz Basualdo) fue una residencia lujosa que existía frente a la Plaza San Martín, en el barrio de Retiro, Buenos Aires, Argentina. No debe confundirse con el Palacio Ortiz Basualdo que es actual sede de la Embajada de Francia en Buenos Aires, construido en 1912 para Daniel Ortiz Basualdo.

## Historia

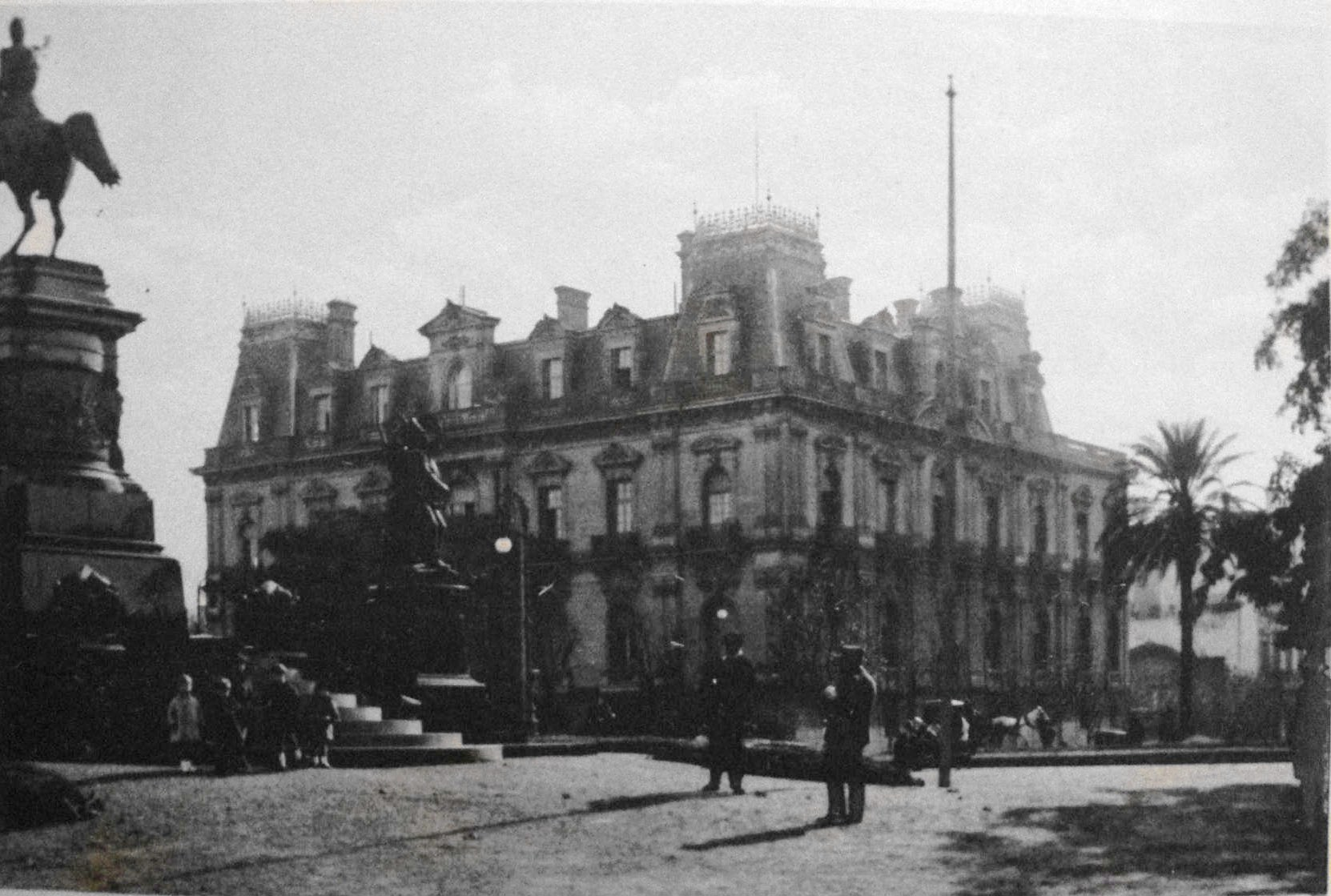
Visto desde la Plaza San Martín, hacia 1920.

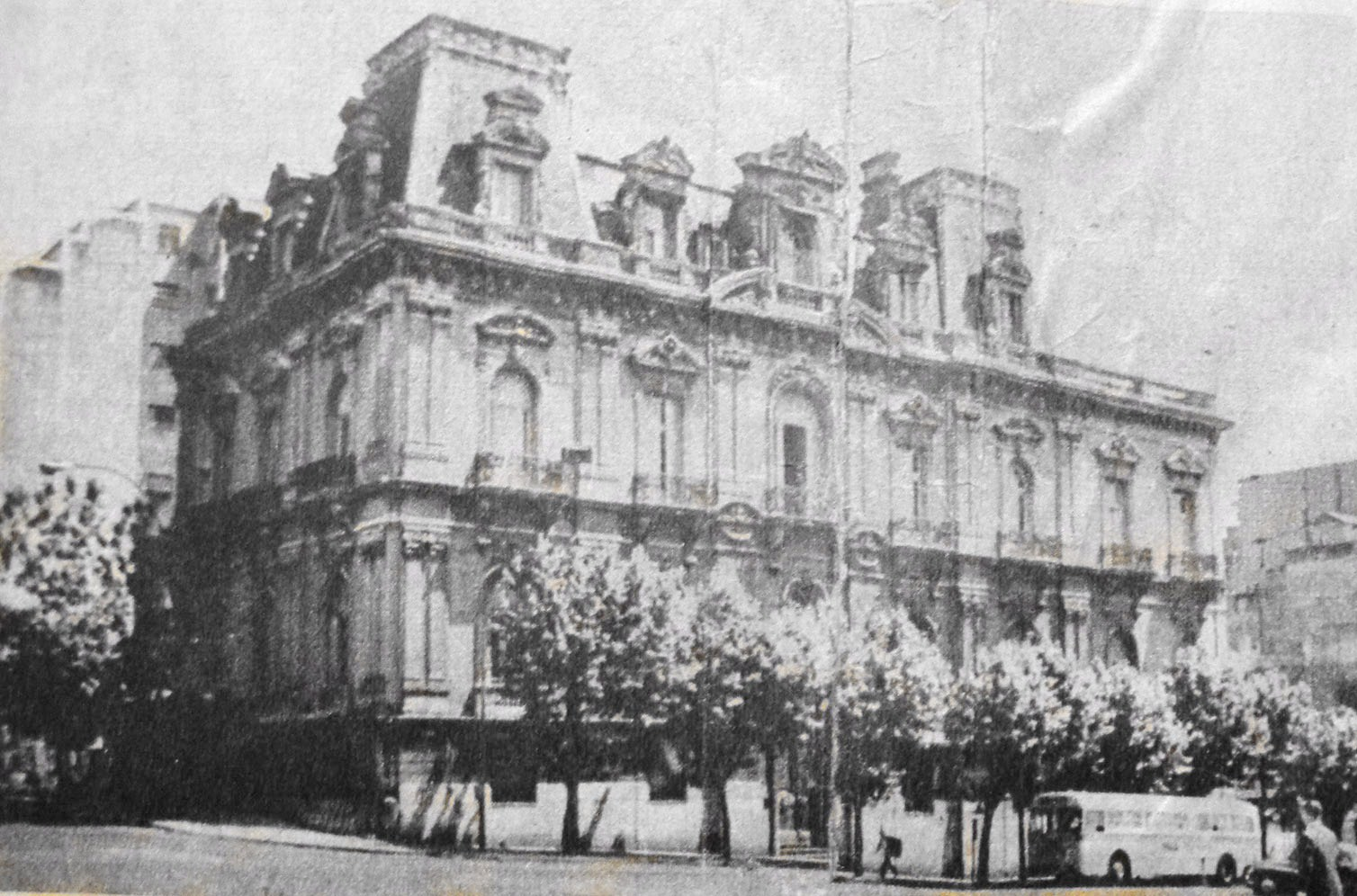
Cuando ya quedaba solo la mitad del edificio, en 1964.

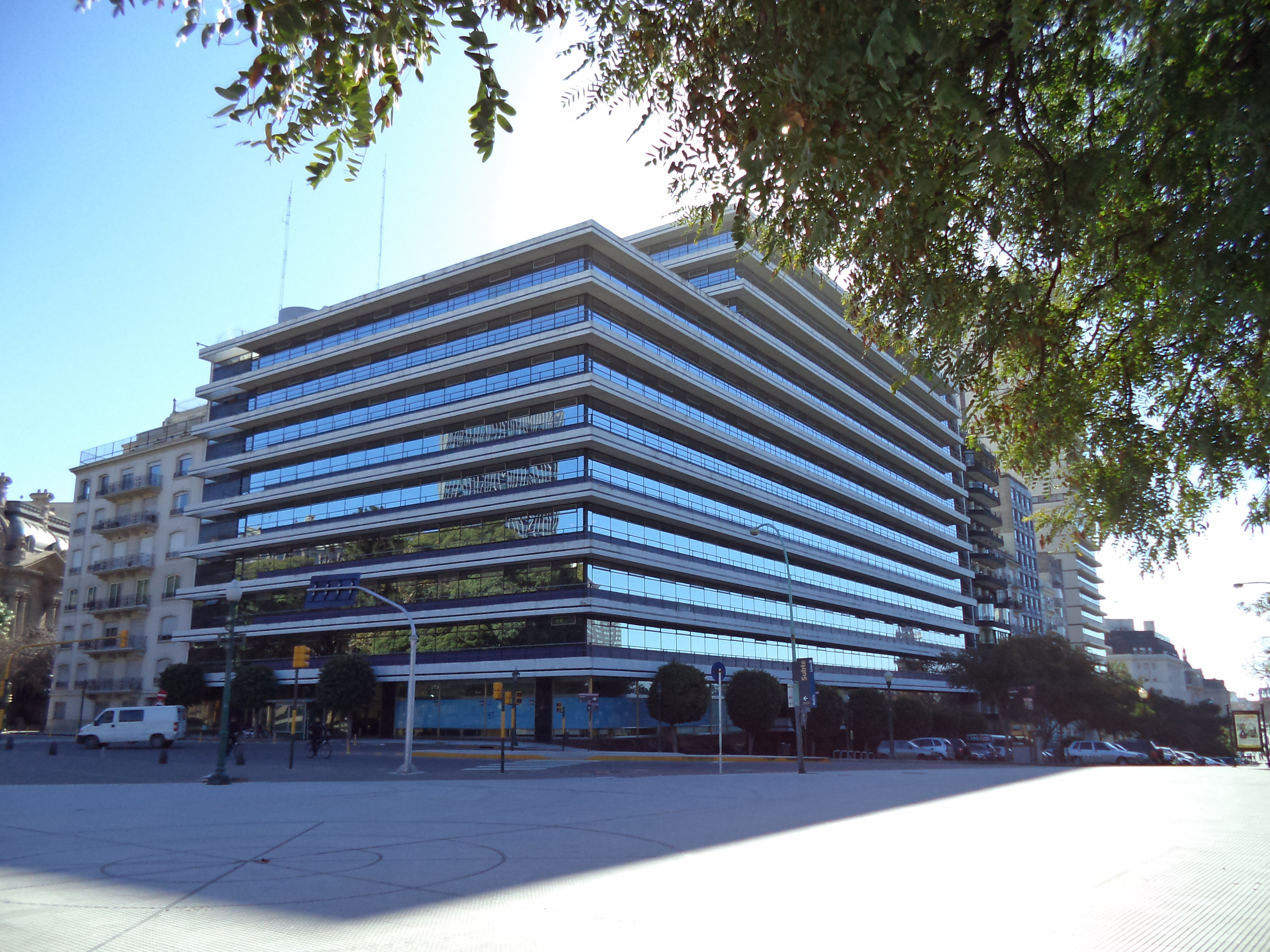
Edificio American Express, ocupa hoy su lugar.

Esta gran mansión, que ocupaba media manzana delimitada por las calles Basavilbaso, Maipú y Arenales, fue proyectada por el arquitecto belga Jules Dormal por pedido de la Sra. Magdalena Dorrego de Ortiz Basualdo (1826-1905) para su hija mayor, Inés Ortiz Basualdo (1854-1922), viuda de Estanislao Peña y Lezica, y su hijo menor, Carlos Ortiz Basualdo (1863-1910) casado con Matilde de Anchorena Castellanos, todos ellos miembros de familias aristocráticas importantes de la Argentina de fines del siglo XIX. 
La mansión fue terminada en 1904, y ese año la Municipalidad de Buenos Aires le entregó el Primer Premio a la Mejor Fachada en su concurso anual. Este palacio no debe confundirse con el construido en 1912 para Daniel Ortiz Basualdo (1860-1935), segundo hijo de la Sra. Dorrego de Ortiz Basualdo,  casado con Mercedes Zapiola, en la esquina de Cerrito y Avenida Alvear, hoy Embajada de Francia.
El Palacio Ortiz Basualdo, que se veía como una sola unidad y estaba íntegramente revestido en símil piedra París, contenía en realidad dos importantes residencias adyacentes pero independientes. Una con entrada en Arenales 733, con gran porte cochère fue la de Inés Ortiz Basualdo de Peña quien, ya viuda, se mudó a ella con su hija Elisa Peña de Uribelarrea (1878-1943) recién casada con Manuel Adrián de Uribelarrea Anchorena, matrimonio que tuvo diez hijos. En 1943 muere Elisa Peña de Uribelarrea, ya viuda, y el albacea de la sucesión entra en negociaciones para vender su parte del palacio a la embajada de Rusia, la que finalmente compra la casa de Celedonio Pereda en la calle Rodríguez Peña. 
No hubo tampoco mayor interés por parte del gobierno nacional o municipal de comprar la casa. Finalmente, ésta fue demolida y el terreno fraccionado y vendido en tres lotes, uno con frente a Basavilbaso y dos a Arenales. En los dos primeros se construyeron en los años cincuenta dos edificios de departamentos. El tercero con frente a Arenales quedó vacío hasta la construcción del edificio American Express, a fines de los años '80.
La otra gran residencia con entrada en Maipú 1210 fue la de Carlos Ortiz Basualdo, casado con Matilde de Anchorena Castellanos en 1896. Carlos Ortiz Basualdo murió en 1910, luego de tener cinco hijos, cuatro varones y una mujer. Matilde de Anchorena Castellanos se casó en segundas nupcias con François Verstraeten Dunois en 1914, con quien tuvo un hijo y una hija. Su hijo, Francisco Verstraeten de Anchorena se casó con Raquel Terán Etchecopar en 1942 y su hija Elena Verstraeten de Anchorena con Enrique Ibarguren en 1941. La familia Verstraeten Anchorena habitó el palacio hasta sus últimos días. Luego de la muerte de Doña Matilde de Anchorena Castellanos de Verstraeten en 1969, la parte restante del Palacio fue subastada y demolida. 
En la década de 1980 se construyó el edificio de oficinas conocido como el edificio American Express con diseño del estudio de Mario Roberto Álvarez.

## Arquitectura

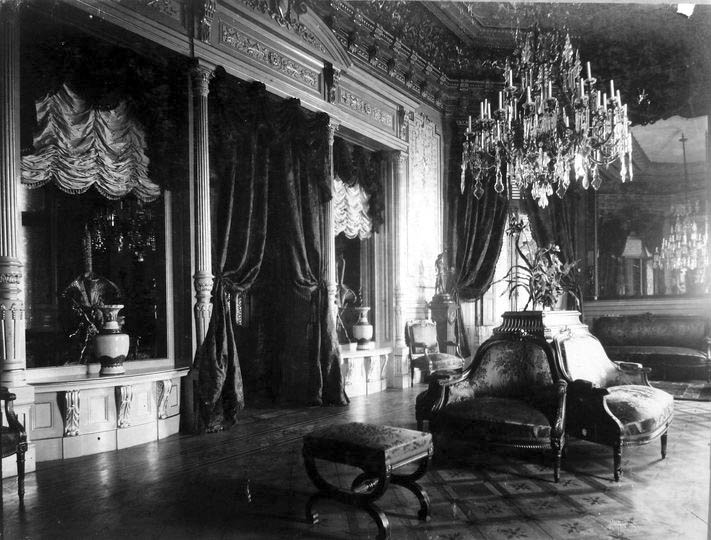
Interior del palacio en 1884.

El Palacio Ortiz Basualdo fue uno de los ejemplos más importantes de los palacios y mansiones surgidos a comienzos del siglo XX en los barrio de Retiro, Recoleta y Palermo. Estas mansiones se nuclearon alrededor de la Plaza San Martín, a lo largo de las Avenida Alvear y calles adyacentes. Hasta que la crisis de 1930, las sucesiones familiares y el surgimiento del racionalismo en la arquitectura, les puso un fin definitivo tanto en el agotamiento estético como en la realidad económica.
Estas grandes residencias estaban influidas por los gustos de diversas culturas europeas, pero la favorita fue sin duda la francesa, que era el modelo predilecto de las nuevas grandes fortunas agro-ganaderas argentinos. Por eso, en la arquitectura se impuso el academicismo francés de l' École des Beaux-Arts, estilo preferido también por la Sra. Dorrego de Ortiz Basualdo, que eligió para proyectar esta mansión al arquitecto belga Jules Dormal, encargado de finalizar las obras del Teatro Colón.
Como marca el arquitecto Liernur, el modelo a imitar era el de los hôtel particulier característicos de Francia, pero esta tipología de vivienda chocaba con los escuetos terrenos del centro de Buenos Aires, angostos y profundos. Para poder adaptar el tipo de residencia que quería la Sra. Dorrego de Ortiz Basualdo al terreno que ella poseía para su construcción, Dormal tuvo que resignar el cour d'honneur o entrada de honor, parte fundamental de estas grandes residencias.
Este Palacio Ortiz Basualdo (a diferencia del Palacio Ortiz Basualdo, hoy Embajada de Francia)  formaba un conjunto homogéneo de mansiones afrancesadas, que integraban los aún existentes palacios Paz y Anchorena. Otros edificios menores se sumaban, como la Residencia Villar (mal llamada "Palacio Haedo" y que fue sede de Parques Nacionales, hoy desocupado), el Sánchez y el Pereyra Iraola (luego demolidos). Además, en 1894 se instaló en la plaza el Pabellón Argentino, construido en hierro y vidrio para la Exposición Universal de 1889 en París, luego desmontado y trasladado en barco a Buenos Aires. Era también un lujoso e imponente edificio que fue sede del Museo de Bellas Artes, y se desarmó definitivamente en 1933, para ser finalmente subastado en piezas.